# Svein Ystenes
Svein Ystenes (Mo i Rana, 22 maggio 1953) è un ex calciatore norvegese, di ruolo portiere.

## Carriera

### Club
Ystenes vestì la maglia del Mjøndalen, prima di passare al Kongsvinger. Esordì in squadra il 29 aprile 1984, nella sconfitta per 1-0 contro il Viking. Nel 1990 fu in forza al Lillestrøm. Il primo incontro in squadra fu datato 15 luglio, quando fu titolare nella sconfitta per 2-1 sul campo del Tromsø. Nel 1993, fece parte nuovamente della squadra del Kongsvinger.